# Den Forældreløse
Den Forældreløse er en amerikansk stumfilm fra 1916 af Lloyd Ingraham og D.W. Griffith.

## Medvirkende
- Mae Marsh som Hoodoo Ann.
- Robert Harron som Jimmie Vance.
- William H. Brown som Wilson Vance.
- Wilbur Higby som Samuel Knapp.
- Loyola O'Connor som Elinor Knapp.